# Horst Brandstätter
 (août 2013).
Horst Brandstätter, né le 27 juin 1933 à Zirndorf en Allemagne, et mort le 3 juin 2015 à Fürth, est un chef d'entreprise allemand, directeur général de Playmobil.

## Biographie
Horst Brandstätter naît à Zirndorf, en Bavière. Il passe toute sa jeunesse dans sa ville natale.
En 1952, il commence son apprentissage comme fabricant de moules, puis, la même année, il entre dans l'entreprise familiale Geobra Brandstätter fondée par son père Andreas (en). En 1958, il obtient des succès significatifs en affaires avec la production de Hula hoop et prend la tête du marché en Europe. En 1969, il fait construire une nouvelle unité de production sur un terrain privé de 200 000 m2 à Dietenhofen et relocalise la production sur ce site, puis en fait construire une à Malte.
En 1974, date de fondation de Playmobil, il lance le marché de ce système de jeu qui était en développement depuis 1971.
En 2012, il fête ses 60 ans d'activité chez Playmobil.
Horst Brandstätter lègue ses titres de son entreprise à une fondation actionnaire expressément créée au préalable pour être propriétaire de l’entreprise après son décès le 3 juin 2015.

### Prix et distinctions
- 1993 : Chevalier de l'ordre du Mérite de la République fédérale d'Allemagne
- 1997 : Citoyen d'honneur de sa ville natale Zirndorf
- 1998 : Manager de l'année de l'Association fédérale des conseillers d'entreprise allemands (de)
- 2003 : Ordre bavarois du Mérite
- 2008 : Officier de l'ordre du Mérite de la République fédérale d'Allemagne